# Esalce
Esalce  (in latino Oesalces; fl. III secolo a.C.) fu un sovrano numida, al tempo della Seconda guerra punica.

## Biografia
Fratello di Gala, re dei Numidi Massili, gli succedette quando questi morì. Anche Esalce morì dopo breve tempo, data la sua avanzata età; lasciò i due figli Capussa, che ascese al trono, e Lacumace.